# Diario de navegación

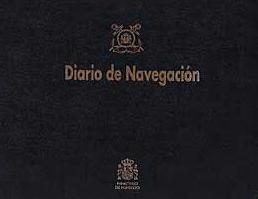
Portada de un diario oficial de Navegación

El Libro de Navegación o Diario de Navegación (log book en inglés) es el libro en el que el capitán de un buque debe hacer constar cuantos sucesos relevantes ocurran al buque durante la navegación. Debe ser foliado y sellado, con nota expresiva del número de folios que contiene, y firmado por la autoridad competente.
En él se anotan –además de los datos relacionados con la navegación, extraídos del cuaderno de bitácora– las averías que sufra el buque en su casco, máquinas, aparejos y pertrechos, así como los desperfectos y averías de la carga.
También habrán de anotarse en el Diario los testamentos y actas de Registro Civil autorizados por el Capitán; correcciones y medidas disciplinarias impuestas por el mismo; delitos cometidos o descubiertos a bordo; y, en general, cuantos acaecimientos sobrevengan durante el viaje.
- Datos: Q3779640